# 兴泉堡站
兴泉堡站是位于中华人民共和国甘肃省白银市景泰县喜泉镇的一个铁路车站，建于1958年，有包兰铁路经过该站，现办理客货运业务，车站及其上下行区间均为电气化区段。车站距离包头站816公里，隶属中国铁路兰州局集团，是四等站。